# Brandiger Ritterling
Der Brandige Ritterling oder Brandige Laubwald-Ritterling (Tricholoma ustale) ist ein Blätterpilz aus der Familie der Ritterlingsverwandten (Tricholomataceae). Der mittelgroße Ritterling hat einen kahlen, rotbraunen, mehr oder weniger schmierigen Hut und einen glatten Stiel ohne Ring oder erkennbare Ringzone. Sein Fleisch schmeckt mild bis bitterlich und hat einen schwach mehligen Geruch. Die Fruchtkörper des Mykorrhizapilzes erscheinen von August bis November im Laubwald, fast ausschließlich unter Rotbuchen. In Mitteleuropa ist der giftverdächtige Ritterling weit verbreitet.

## Merkmale

### Makroskopische Merkmale
Der dick- und festfleischige Hut ist 4–8 (–12) cm breit, jung halbkugelig bis kegelig, dann gewölbt und zuletzt abgeflacht. Der Rand bleibt lange Zeit leicht eingerollt. Die glatte, kahle Oberfläche ist bei feuchter Witterung klebrig-schmierig und trocken glänzend. Der Hut ist warm rotbraun bis kastanienbraun gefärbt und wird zum glatten Rand hin blasser. Oft ist eine fein-radialfasrige, eingewachsene Musterung erkennbar. Im Alter dunkeln die Farben stark nach und die Hutmitte ist dann fast braunschwarz gefärbt.
Die anfangs cremeweißen und dicht stehenden Lamellen sind am Stiel tief ausgebuchtet angewachsen. Sie sind häufig mit zahlreichen Zwischenlamellen untermischt und werden im Alter rostfleckig. Das Sporenpulver ist blass cremefarben.
Der sehr glatt wirkende Stiel ist 4–10 cm lang und 1–2 cm breit. In der Jugend ist der Stiel fest und voll und im Alter meist hohl. Das obere Drittel ist weißlich, darunter ist der Stiel auf weißlichem Grund fein bräunlich gefasert. Bisweilen sind mehrere Fruchtkörper an der Basis büschelig verwachsen, ein Ring oder eine Ringzone ist niemals ausgebildet.
Das feste, weißliche Fleisch bräunt im Schnitt oder bei einer Verletzung leicht. Es riecht schwach mehlartig und schmeckt mild bis etwas erdig-bitterlich und im Nachgeschmack mehlig.

### Mikroskopische Merkmale
Die ellipsoiden Sporen sind 5,5–7 µm lang und 3,5–5 µm breit.

## Artabgrenzung
Es gibt zahlreiche ähnliche braunhütige Ritterlinge mit weißlichen Lamellen und weißlichem Stiel, die teilweise nur schwer abzugrenzen sind. Innerhalb der Untersektion Pessundata sind das vor allem der Getropfte  (Tricholoma pessundatum) und der Gelbblättrige Ritterling (Tricholoma fulvum). Der Getropfte Ritterling hat einen sehr schmierigen und mit dunkleren Flecken gesprenkelten Hut und wächst auf sauren Böden in Kiefern- und Fichtenwäldern. Der Gelbblättrige Ritterling hat gelbliche Lamellen und gelblich verfärbendes Fleisch und wächst bei Birken, seltener auch bei Fichten. Innerhalb der Untersektion Subannulata ist dies vor allem der Bittere Eichen-Ritterling (Tricholoma ustaloides). Er hat aber zumindest eine angedeutete Ringzone, einen stärker gerieften Hutrand und einen sehr bitteren Geschmack. Die seltene Art wächst auf Kalkböden unter Laubbäumen.

## Ökologie
Der Brandige Ritterling ist ein Mykorrhizapilz, der überwiegend mit Rotbuchen eine Partnerschaft eingeht. In seltenen Fällen können auch Eichen und außerhalb von Deutschland auch Kastanien (Castanea) als Wirt dienen. Wie zu erwarten findet man den Ritterling daher bevorzugt in Rotbuchen- und Rotbuchen-Tannenwäldern. Seltener kommt er auch in den entsprechenden Eichen- und Eichen-Hainbuchenwäldern vor. An den Boden scheint der Pilz keine allzu großen Ansprüche zu stellen, man findet ihn sowohl in sauren Hainsimsen- als auch in basischen Seggen-Buchenwäldern, dabei bevorzugt er Braunerdeböden, kommt aber auch auf Rendzina und Pseudogley und weiteren Böden vor. Er mag eher gemäßigte Temperaturen, sein Temperaturoptimum liegt bei einer Jahrestemperatur von +7–8 °C. Seine Fruchtkörper erscheinen meist von August bis November, bisweilen kann man ihn noch im Dezember finden. Der Pilz ist bevorzugt im Hügel- und Bergland anzutreffen, in Österreich steigt er bis auf 1300 m in der Schweiz bis auf 1800 m NN auf.

## Verbreitung

Europäische Länder mit Fundnachweisen des Brandigen Ritterlings.
Legende:
Länder mit Fundmeldungen
Länder ohne Nachweise
keine Daten
außereuropäische Länder

Der Brandige Ritterling wurde in Nordamerika (Kanada, USA), Asien (Japan, Nordkorea, Südkorea) und Europa nachgewiesen. Es ist aber nicht sicher, ob die fernöstlichen und nordamerikanischen Sippen mit dem europäischen Ritterling wirklich artverwandt sind. In Nordamerika findet man den Brandigen Ritterling in Kalifornien, wo er überwiegend unter Eichen vorkommt. In Europa ist der Ritterling in ganz West- und Mitteleuropa verbreitet. Im Süden findet man ihn in Portugal, Spanien und Italien, seine südöstliche Verbreitung ist unzureichend bekannt. Er wurde aber in Bulgarien und der Ukraine nachgewiesen. Im Norden findet man ihn in Südskandinavien und auch aus Estland gibt es ein paar wenige Nachweise. In Schweden reicht sein Verbreitungsgebiet bis zum 59. Breitengrad und erreicht bei Ålesund in Norwegen (62. Breitengrad) seine nördlichste Ausdehnung.

## Systematik

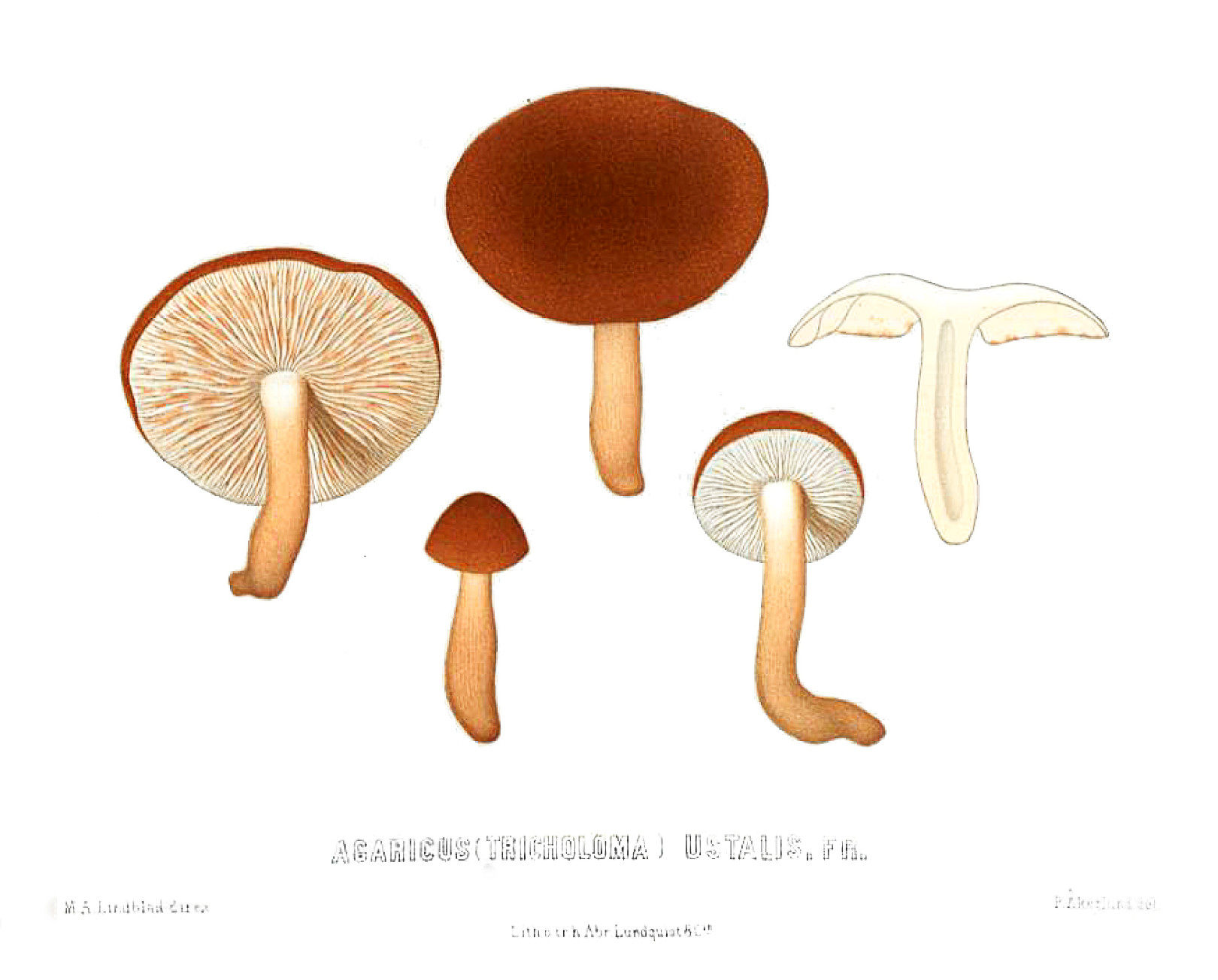
Agaricus ustalis in Fries’ Icones selectae hymenomycetum Band I.

Das lateinische Artepitheton ustalis/ustale bedeutet „brandig“ oder „verbrannt“. Er bezieht sich wohl auf den im Alter stark nachdunkelnden Hut, der dann wie verbrannt aussieht. Auch der deutsche Artname leitet sich davon ab.
Der Brandige Ritterling wurde 1818 von E. M. Fries erstmals unter dem Namen Agaricus ustalis wissenschaftlich beschrieben. Dieser Name wurde durch Fries 1821 sanktioniert. 1871 stellte ihn P. Kummer als Tricholoma ustale in die Gattung Tricholoma. Durch diese Neukombination bekam der Pilz seinen heute gültigen, wissenschaftlichen Namen. Daneben existiert mit Gyrophila ustalis noch ein homotypisches Synonym, denn 1886 überführte der französische Mykologe L. Quélet den Ritterling in die von ihm erstellte Gattung Gyrophila. Quélets Neukombination konnte sich aber nicht durchsetzen.
Tricholoma fulvellum gilt als heterotypisches Synonym des Brandigen Ritterlings. 1838 hatte Fries das Taxon als Agaricus fulvellus beschrieben, bevor es der französische Botaniker C. C. Gillet 1874 in die Gattung Tricholoma stellte.

### Systematische Einordnung innerhalb der Gattung
M. Bon stellt den Ritterling in die Untersektion Pessudata, die ihrerseits in der Sektion Albobrunnea steht. Die Untersektion beherbergt Pilze mit braunen, kahlen und mehr oder weniger schmierigen Hüten und einem glatten Stiel, der keine deutliche Ringzone aufweist.

## Bedeutung
Der Speisewert des Brandigen Ritterlings wird sehr unterschiedlich bewertet. Während einige Autoren ihn für essbar halten, stufen andere ihn als giftig oder zumindest giftverdächtig ein. Da aber die braunhütigen Arten nur schwer zu unterscheiden sind, sollten sie grundsätzlich nicht zu Speisezwecken gesammelt werden.
In Japan, wo Vergiftungen mit dem Brandigen Ritterling sehr häufig sind, haben Wissenschaftler ein Toxin aus dem Brandigen Ritterling isoliert, das sie nach dem wissenschaftlichen Namen des Ritterling Ustalinsäure genannt haben. Untersuchungen haben gezeigt, dass die Ustalinsäure die Na-K-ATPase hemmt.